# Mecometopus riveti
Mecometopus riveti là một loài bọ cánh cứng trong họ Cerambycidae.